# Henri Chas
Pour les articles homonymes, voir Chas.
Henri Chas (Armentières, 30 décembre 1900 - Mort pour la France à Sandbostel le 11 avril 1945), est un résistant français, Compagnon de la Libération. Vétéran de la Première Guerre mondiale, il est mobilisé en 1939 puis, après l'armistice du 22 juin 1940, décide de rejoindre la résistance. Occupant d'importantes fonctions au sein des mouvements de résistance de Haute-Loire et du Limousin, il est arrêté en juillet 1944 et meurt en déportation.

## Biographie

### Jeunesse et engagement
Henri Chas naît le 30 décembre 1900 à Armentières dans le Nord. Il est le petit-fils d'Henri Chas, maire de la ville de 1888 à 1892. Son père, également prénommé Henri, sera à son tour maire d'Armentières de 1905 à 1919. Il passe son enfance et sa scolarité à Armentières où il obtient son bac.

### Première Guerre mondiale
Devançant l'appel, il s'engage dans l'armée le 28 août 1918 et est affecté au 32e régiment de dragons (32e RD). Son engagement tardif dû à son jeune âge ne lui fait connaitre que peu de combats. Envoyé en Champagne, son régiment part de Reims et remonte vers le nord en poursuivant les arrière-gardes de l'armée allemande. Cependant, à la fin du mois d'octobre dans la région du Porcien, l'attaque sur la Hunding-Stellung permet à Henri Chas de connaître l'épreuve du feu. Le 32e RD réalise ses derniers combats les 29 et 30 octobre avant d'être dirigé vers Charleville-Mézières où il apprend l'armistice du 11 novembre 1918.

### Entre-deux-guerres
Non démobilisé, Henri Chas est muté au 6e régiment de chasseurs à cheval (6e RCh) en juin 1919. Promu brigadier le 6 septembre, il est toujours en avance sur sa classe et est mis en congé illimité jusqu'à l'appel de celle-ci avec laquelle il demande à être réincorporé afin d'être libéré avec elle. Il retrouve donc le 6e RCh en mai 1921 et est promu maréchal des logis en mars 1922 alors qu'il a été renvoyé dans ses foyers un mois plus tôt en attendant un passage dans la réserve qui est effectif en mai.
De retour dans le civil, il travaille comme agent d'assurance. Parallèlement, en tant que réserviste de l'armée, il est muté au 3e régiment de hussards puis à nouveau au 6e RCh, au 15e régiment de chasseurs à cheval et au 6e régiment de spahis algériens. En 1929, il s'installe au Puy-en-Velay où il vient d'obtenir un poste d'agent général à la compagnie d'assurance La Nationale. Promu maréchal des logis en 1932, il suit un stage d'officier de renseignement à Clermont-Ferrand. En 1937, il est promu sous-lieutenant et affecté au dépôt de cavalerie no 13.

### Seconde Guerre mondiale
Mobilisé en septembre 1939, il est affecté au 8e groupe de reconnaissance de division d'infanterie mis sur pied par le dépôt de cavalerie no 13. Avec cette unité, au sein duquel il sert comme officier de renseignement, il se distingue lors de la bataille de France. Après la défaite française, il est démobilisé en août 1940 et retourne au Puy-en-Velay où il reprend son emploi d'assureur. Cependant, en désaccord avec l'armistice du 22 juin 1940, il cherche à poursuivre la lutte.
En 1941, il se rapproche du réseau Antoine-Ventriloquist-Buckmaster commandé par Philippe de Vomécourt, agent du SOE. Il est chargé de la réception d'agents et de matériels parachutés par Londres. De Vomécourt et plusieurs membres du réseau ayant été capturés en novembre 1942, Henri Chas contacte les Mouvements unis de la Résistance et est nommé chef de l'Armée secrète en Haute-Loire,. Alors qu'il avait commencé ses actions de résistance en parallèle de son métier d'assureur, il est obligé d'entrer dans la clandestinité totale à la fin de l'année 1943. En effet, à cause de sa participation à l'évasion d'un agent britannique à l'hôpital du Puy, sa femme et ses enfants ont été arrêtés et interrogés par la police pendant 48 heures.
Déplacé dans la région de Limoges en janvier 1944, il prend le pseudonyme de "Charlieu" et commande les maquis locaux. En mai, il est nommé pour la région R5 chef du Corps franc de la libération, organe combattant du Mouvement de libération nationale. Nommé lieutenant-colonel, il met sur pied une organisation efficace et s'attache à garder unifiés les différents mouvements de résistance. Il est pour cela en relations constantes avec Maurice Rousselier, chef régional des FFI et Eugène Déchelette, délégué militaire régional.
En juillet 1944, il se trouve dans le secteur de Bourganeuf, dans le château de Péreuse, lorsque celui-ci est attaqué par une colonne allemande. Parvenant à s'échapper, il refuse cependant de quitter la région. Il est arrêté à Vieilleville le 22 juillet et transféré à Clermont-Ferrand. Le 20 août, il est envoyé au camp de Struthof avant de partir pour celui de Dachau. Il est ensuite transféré au camp de concentration de Neuengamme.
Henri Chas meurt le 11 avril 1945 lorsque les prisonniers du camp de Neuengamme sont évacués vers le Stalag X-B à Sandbostel.

## Décorations
|  |  |  |  |  |  |
|  |  |  |  |  |  |

| Chevalier de la Légion d'honneur                 | Chevalier de la Légion d'honneur | Compagnon de la Libération | Compagnon de la Libération | Croix de guerre 1939-1945 Avec une palme | Croix de guerre 1939-1945 Avec une palme |
| Médaille de la Résistance française Avec rosette |                                  |                            |                            |                                          |                                          |

## Hommages
- Une rue du Puy-en-Velay a été baptisée en son honneur[7],[8].
- Au Puy-en-Velay, son nom figure sur deux plaques commémoratives à la mairie et sur son lieu de résidence[9],[10].